# قوعاء
القَوْعاء (الاسم العلمي: Fundulus)، جنس أسماك بحرة من شعاعيات الزعانف وفصيلة القوعائيات.